# Conus pictus
Espèce
Statut de conservation UICN

 LC  : Préoccupation mineure
Conus pictus est une espèce de mollusques gastéropodes marins de la famille des Conidae.
Comme toutes les espèces du genre Conus, ces escargots sont prédateurs et venimeux. Ils sont capables de « piquer » les humains et doivent donc être manipulés avec précaution, voire pas du tout.

## Description
La taille de la coquille varie entre 26 mm et 50 mm. La coquille est de couleur châtaigne, avec deux ou trois bandes roses, et quelques lignes étroites, ornées de taches rougeâtres ou châtaignes. La spire est maculée. 

## Distribution
Cette espèce marine est présente au large de Jeffrey's Bay. - East London, République d'Afrique du Sud

### Niveau de risque d’extinction de l’espèce
Selon l'analyse de l'UICN réalisée en 2011 pour la définition du niveau de risque d'extinction, cette espèce est endémique de l'Afrique du Sud et se trouve entre le Cap St Francis et la région du Nord Transkei. Cette espèce se trouve sur une aire de répartition restreinte et est très recherchée par les collectionneurs en raison des variations de couleurs et des différences entre les formes en eaux profondes et peu profondes. A l'heure actuelle, aucune menace ne pèse sur cette espèce. Cependant, tout changement dans les activités des collectionneurs qui pourrait augmenter l'exploitation à l'avenir pourrait entraîner un déclin de la population.

## Taxonomie

### Publication originale
L'espèce Conus pictus a été décrite pour la première fois en 1843 par l'éditeur et naturaliste britannique Lovell Augustus Reeve dans « Conchologia Iconica, or, illustrations of the shells of molluscous animals »,.

### Synonymes
- Conus (Sciteconus) pictus Reeve, 1843 · appellation alternative
- Conus beckeri G. B. Sowerby III, 1911 · non accepté
- Dendroconus pictus (Reeve, 1843) · non accepté
- Pictoconus pictus (Reeve, 1843) · appellation alternative
- Sciteconus pictus (Reeve, 1843) · non accepté

### Sous-espèces
- Conus pictus pictus Reeve, 1843
- Conus pictus transkeiensis Korn, 1998, accepté en tant que Conus transkeiensis Korn, 1998 (original rank)